# Bartomeu Compte i Masmitjà
Bartomeu Compte i Masmitjà (Olot, 26 de febrer de 1959) és un polític català, diputat al Parlament de Catalunya durant la tretzena legislatura, en representació d'Esquerra Republicana de Catalunya.

## Trajectòria
Nascut a Olot però establert a Besalú. Es va llicenciar en dret per la Universitat de Girona i per la UNED. Vinculat al món del sindicalisme dins el sector de la indústria, fou secretari general de les comarques gironines de comissions obreres durant més de 10 anys.
Es va presentar a les eleccions al Parlament de Catalunya de 2021 per Esquerra Republicana, sent escollit diputat al Parlament a la circumscripció electoral de Girona. Al parlament ha format part de les comissions d'indústria, acció climàtica i drets socials, entre d'altres. El 2023 es va presentar a les eleccions municipals com a alcaldable de Besalú, on actualment és cap de l'oposició.
El 2024 fou un dels candidats d'ERC a les eleccions al Parlament de Catalunya.